# Saison 1948-1949 du Football Club auscitain
‌
La saison 1948-1949 du Football Club auscitain est celle du retour dans l’élite du rugby français où il restera pendant un quart de siècle, soit jusqu’en 1974 et le resserrement de l’élite à 32 clubs.
Auch atteint les huitièmes de finale du championnat pour la première fois de son histoire et est éliminé pour un petit point par le Stade toulousain 9-8.
Auch est classé 16e club français à l’issue de cette saison.

## Les matchs de la saison
Invaincu à domicile, Auch termine 2e de sa poule avec 23 points soit 6 victoires, 1 nul et 3 défaites.

### À domicile
- Auch-Lourdes 16-8 : belle victoire contre les champions de France emmenés par son capitaine Jean Prat.
- Auch-Pau 3-0
- Auch-Vichy 11-3 : le talonneur de Vichy n’est autre que Guy Ligier qui fera ensuite carrière dans le sport automobile.
- Auch-TOEC 8-0
- Auch-Cognac 3-0

### À l’extérieur
- Lourdes-Auch 11-3
- Auch-Pau 0-3
- Vichy-Auch 0-0
- TOEC-Auch 14-9
- Cognac-Auch 12-3

### À domicile (phase 2)
- Auch-Tarbes : 3-9

### À l’extérieur (phase 2)
- Béziers-Auch : 6-6

Auch est qualifié au goal-average au détriment de Béziers malgré un nul et une défaite.

## Huitièmes de finale
Les équipes dont le nom est en caractères gras sont qualifiées pour les quarts de finale. 
| Équipe 1          | Équipe 2           | Résultat |
| ----------------- | ------------------ | -------- |
| Castres olympique | USA Limoges        | 21-6     |
| RC Toulon         | Biarritz olympique | 11-3     |
| CS Vienne         | Tyrosse RCS        | 11-3     |
| SU Agen           | CA Bègles          | 14-9     |
| Stade montois     | Stadoceste tarbais | 11-0     |
| Stade toulousain  | FC Auch            | 9-8      |
| CA Brive          | US Montauban       | 8-3      |
| AS Montferrand    | FC Lourdes         | 16-8     |

## Effectif
- Arrières :
- Ailiers :
- Centres :
- Ouvreur : René Monsarrat
- Demis de mêlée :
- Troisièmes lignes centre :
- Troisièmes lignes aile :
- Deuxièmes lignes :
- Talonneurs :
- Piliers :